# جاكو (مغن راب)

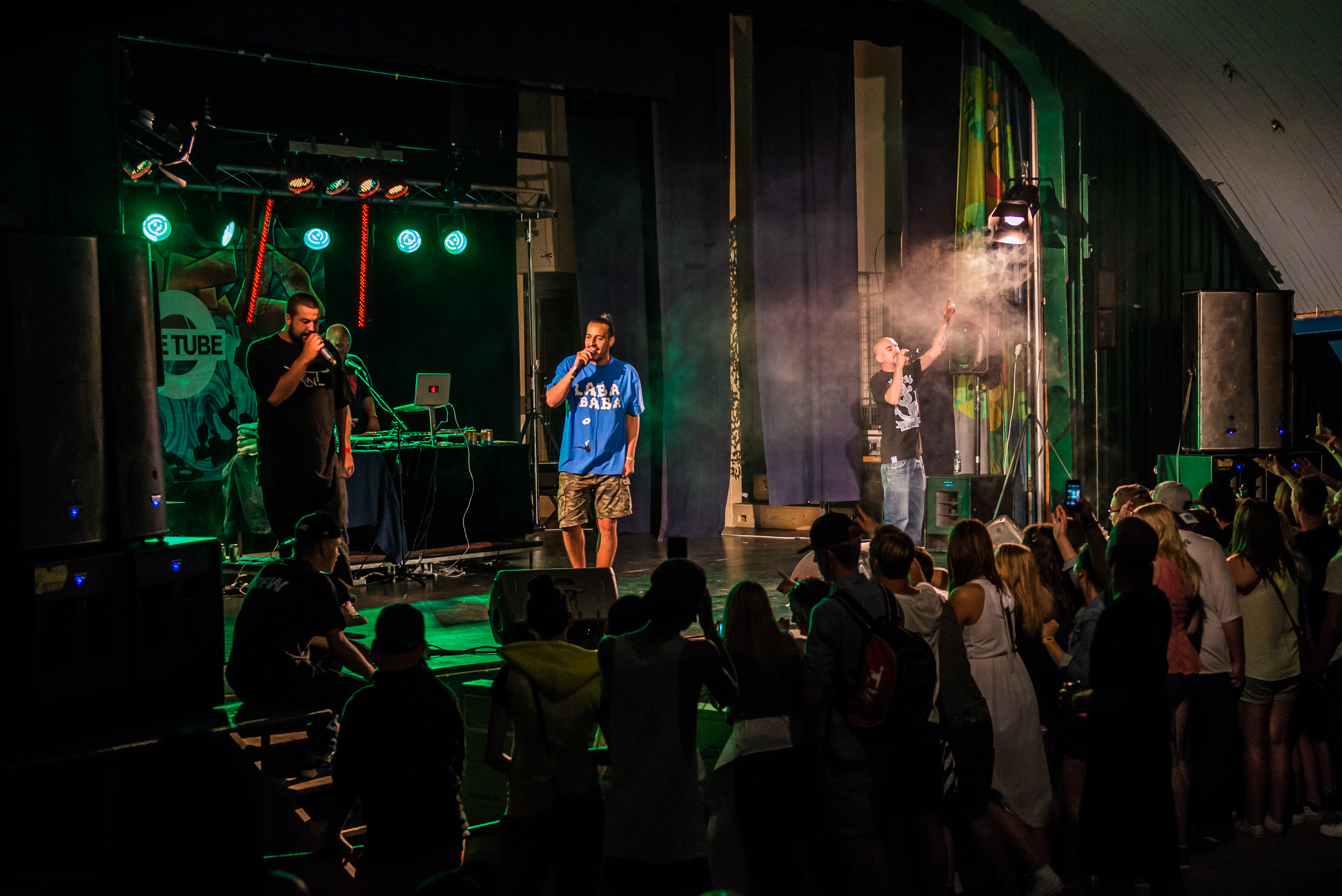
فرقة لابرينت السويدية التي تضم بين أعضائها جاك مطر المعروف بجاكو

جاكو (بالأحرف اللاتينية Jacco) اسمه الحقيقي جاك مطر (بالأحرف اللانينية Jacques Mattar أو Jack Mattar)، مغنّ راب سويدي من أصل عربي. ألّف فرقة الهيب هوب السويدية Labyrint عام 2007 مع ثلاثة فنانين آخرين. الفرقة تضم الرابرز جاكو (Jacco)، أكي (Aki)، داجانكو (Dajanko) والمنتج الدي دجاي ساي (Sai)
لفرقة Labyrint ألبومين Labababa عام 2011 و Garalaowit عام 2014
وفي عام 2012 أصدروا أغنية شهيرة جدا "Broder del 2" مع مجموعة كبيرة من فناني الهيب هوب السويديين.
تعاون مع Dani M في أغنية "Naiv" .

## روابط خارجية
- جاكو على موقع ميوزك برينز (الإنجليزية)
- جاكو على موقع ديسكوغز (الإنجليزية)